# Richard Henderson
Richard Henderson (ur. 19 lipca 1945 w Edynburgu) – szkocki biolog, laureat Nagrody Nobla w dziedzinie chemii w 2017 roku za opracowanie kriomikroskopii elektronowej wysokiej rozdzielczości do ustalania struktury biocząsteczek w roztworze (razem z Jacques’em Dubochetem i Joachimem Frankiem).

## Życiorys
Wychowywał się w Newcastleton w Scottish Borders, gdzie jego ojciec pracował w piekarni. Gdy Richard Henderson miał 15 lat, jego rodzina przeniosła się do Edynburga, tam  uczęszczał do szkoły (Boroughmuir Secondary School), a następnie studiował fizykę na University of Glasgow. Wśród jego wykładowców był m.in. Peter Higgs. 
W 1966 roku ukończył studia uzyskując bakalaureat, po czym kontynuował edukację w Medical Research Council (MRC) Laboratory of Molecular Biology, kierowanym przez Maxa Perutza. Prowadził tam badania nad strukturą chymotrypsyny. W 1969 roku uzyskał stopień doktora na University of Cambridge. W 1973 roku, po odbyciu stażu podoktorskiego na Uniwersytecie Yale wrócił do MRC Laboratory of Molecular Biology jako członek zespołu badawczego. 
Prowadził prace nad rozwinięciem technik mikroskopii elektronowej do poziomu pozwalającego na badania struktury białek. W 1975 roku wraz ze współpracownikiem z MRC Nigelem Unwinem, Henderson opisał metodę przygotowania próbek do badania mikroskopowego. Polegała ona na użyciu roztworu glukozy do przygotowania próbek w środowisku próżniowym, co umożliwiło rozprowadzenie cienkich warstw błony komórkowej zawierającej tysiące białek na siatce mikroskopu. Ponadto, przechylając próbkę w różnych kierunkach, a następnie obliczając transformatę Fouriera, można określić trójwymiarową strukturę białka w próbce. W ten sposób Henderson i Unwin wygenerowali trójwymiarowy obraz białka bakteryjnego bakteriorodopsyny.
Henderson kontynuował badania nad rozwiązaniem problemów technicznych, uniemożliwiających generowanie obrazów biomolekuł w wysokiej rozdzielczości za pomocą mikroskopii elektronowej. W 1990 zastosował w tym celu kriomikroskopię elektronową. 
W 2016 roku został laureatem Medalu Copleya. Za "opracowanie kriomikroskopii elektronowej wysokiej rozdzielczości do ustalania struktury biocząsteczek w roztworze" został w 2017 roku, razem z Jacques’em Dubochetem i Joachimem Frankiem, wyróżniony nagrodą Nobla w dziedzinie chemii.  
Jest pracownikiem naukowym MRC Laboratory of Molecular Biology w Cambridge. Henderson jest również laureatem między innymi Wiley Prize z 2017 r.